# Junín (departamento de San Luis)
Junín é um departamento da Argentina, localizado na província de San Luis.

## Demografia
Segundo as estimativas do INDEC para o mês de junho de 2008 a população do  departamento alcançara os 25.281 habitantes.